# Шерхан Муртаза
Шерхан Муртаза (каз. Шерхан Мұртаза; 28 вересня 1932 — 9 жовтня 2018) — радянський і казахський письменник, громадський і політичний діяч. Народний письменник Казахстану (1992), Заслужений діяч культури Казахської РСР (1984), Заслужений діяч культури Киргизької Республіки (1995). Лауреат Державної премії Казахської РСР (1978).

## Біографія
Народився 28 вересня 1932 року в аулі Талапти у Жуалинському районі Південно-Казахстанської області (нині Жамбилська область). Походить із роду Шимир племені Дулат.

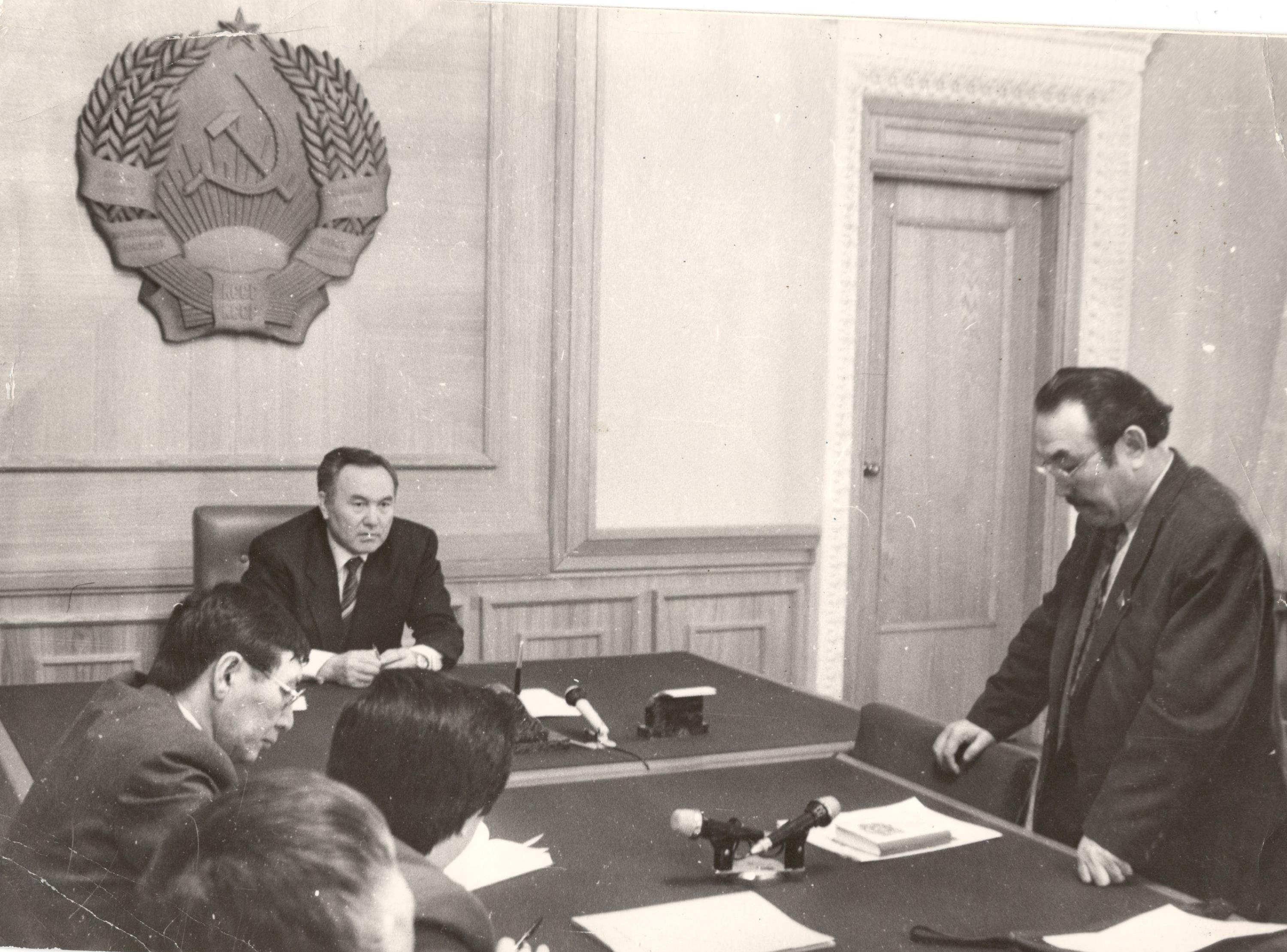
Зустріч Шерхана Муртази з Нурсултаном Назарбаєвим

У 1955 році закінчив факультет журналістики Московського державного університету імені Ломоносова. Після закінчення університету, у 1955—1962 роках, працював у Казахському державному видавництві художньої літератури (редактором видавництва «Жазушы»), літературним співробітником, власним кореспондентом республіканських газет «Лениншіл жас», «Социалистік Казахстан».
У 1971—1972 роках був головним редактором альманаху «Жалын».
З 1973 року — секретар Спілки письменників Казахстану, головний редактор журналу «Жұлдыз».
З 1975 до 1994 рік — головний редактор республіканських газет «Қазақ әдебієті», «Социалистік Қазақстан», голова республіканського державного комітету з телебачення та радіомовлення.
З 1975 року — 2-й секретар правління Спілки письменників Казахстану.
У 1980—1989 роках — головний редактор газети «Қазақ әдебієті», у 1989—1992 роках головний редактор газети «Социалистік Қазақстан».
У 1992—1994 роках — голова державного комітету телерадіомовлення Казахстану.
З 1995 року займався творчою діяльністю.
Помер 9 жовтня 2018 року на 87-му році життя у своєму будинку в Алмати. Похований на Кенсайському цвинтарі.

## Сім'я
Дружина — Акбілєк. Діти: син Батилжан Шерханович, дочка — Алма Шерханівна.

## Творчість
- Шерхан Муртаза розпочав свій творчий шлях у студентські роки з перекладу казахською мовою творів «Старий Хоттабич» Лазаря Лагіна та «Радість нашого дому» Мустая Каріма. Перша збірка нарисів «Құрилисші Даку» вийшла друком у 1958 році. Шерхан Муртаза — автор романів «Қара маржан» і «Қызыл жебе», п'єс «Сталинге хат» («Лист Сталіну») та «Бесеудің хаты» («Лист п'яти»). Його твори перекладені багатьма мовами світу[6].
- Окрім згаданих «Старого Хоттабича» Л. Лагіна та «Радості нашого дому» М. Каріма, переклав казахською мовою угорські народні казки, твори Ганса Крістіана Андерсена, Чингіза Айтматова[6].

## Пам'ять
20 жовтня 2022 року у Таразі навпроти Міжнародного таразського інноваційного інституту відкрили пам'ятник Шерхану Муртазі (скульптор: Айдос Буркітбаєв).

## Нагороди
- Орден «Знак Пошани»
- 1978 — Державна премія Казахської РСР
- 1984 — Заслужений діяч мистецтв Казахської РСР
- 1992 — Народний письменник Казахстану
- 1995 — Заслужений діяч культури Киргизької Республіки (за великий внесок у розвиток і збагачення національних культур, зміцнення дружби та співробітництва між киргизами та казахами[8]
- 1995 — Ювілейна медаль «Манас-1000» (Киргизстан): за великий внесок у зміцнення дружби та співпраці між киргизьким і казахським народами, пропаганду ідей епосу «Манас»[9]
- 1999 — Орден Вітчизни
- 2000 — Лауреат премії «Тарлан»
- 2002 — Почесний громадянин міста Астани[10]
- 2012 — Орден «Барса» 1 ступеня[11].